# Národní park Ånderdalen

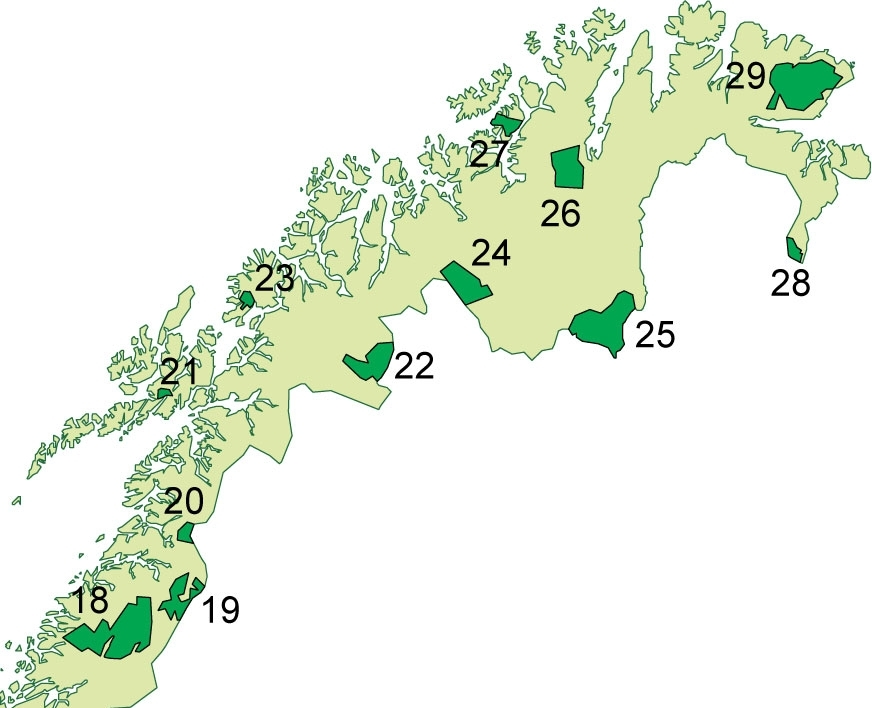
Na mapě severního Norska je Ånderdalen označen číslem 23

Národní park Ånderdalen (norsky Ånderdalen nasjonalpark) je národní park, který leží na ostrově Senja v kraji Troms na severu Norska. Byl založen královským nařízením 6. února 1970 a v roce 2004 došlo k jeho rozšíření. Rozloha parku činí 125 čtverečních kilometrů.
Na území parku roste poměrně málo druhů rostlin, což je dáno chudou půdou. Ånderdalen je známý především díky své četné losí populaci, která sem migrovala v roce 1940.